# Mu'akhat
La muʾākhāt (in arabo مؤاخات‎?) era un rito consuetudinario arabo che, fin dall'età preislamica, rendeva giuridicamente come fratelli due persone che non avevano alcun reciproco vincolo di sangue, consentendo che si instaurasse tra loro anche una precisa vocazione ereditaria in caso di morte di uno dei due contraenti.
L'istituto fu mantenuto anche in periodo islamico e ad esso Maometto ricorse quando, con l'Egira, egli giunse (poco dopo poche decine di convertiti da lui inviati a Yathrib) nella futura Medina. Per consolidare i nuovi vincoli di fede (prevalenti su quelli di sangue), egli decise di far "affratellare" i musulmani suoi concittadini (Muhājirūn) ai convertiti della cittadina che li aveva accolti, transfughi da Mecca (Anṣār). 
Un'eccezione fu costituita da Maometto, che si affratellò in quell'occasione col cugino agnatico ʿAlī ibn Abī Ṭālib, per evitare forse l'insorgere di gelosie tra i musulmani, ma lo Sciismo vede in quell'episodio la precisa intenzione del Profeta di designare come suo futuro successore il cugino.
La cerimonia prevedeva un mescolamento di sangue (in latino commistio sanguinis) tra i contraenti.